# Černovice (okres Chomutov)
Černovice (Duits: Tschernowitz, soms ter onderscheiding van andere plaatsen met dezelfde naam Černovice u Chomutova genoemd) is een Tsjechische gemeente in de regio Ústí nad Labem, en maakt deel uit van het district Chomutov. Černovice telt 660 inwoners (2023).
Černovice was tot 1945 een plaats met een overwegend Duitstalige bevolking. Na de Tweede Wereldoorlog werd de Duitstalige bevolking verdreven.